# Münchens stadsdelsområden
Münchens stadsdelsområden
1992 skedde en administrativ reform där antalet stadsdelsområden blev 25.
| 1. Altstadt-Lehel 2. Ludwigsvorstadt-Isarvorstadt 3. Maxvorstadt 4. Schwabing-West 5. Au-Haidhausen 6. Sendling 7. Sendling-Westpark 8. Schwanthalerhöhe 9. Neuhausen-Nymphenburg 10. Moosach 11. Milbertshofen-Am Hart 12. Schwabing-Freimann 13. Bogenhausen 14. Berg am Laim 15. Trudering-Riem 16. Ramersdorf-Perlach 17. Obergiesing 18. Untergiesing-Harlaching 19. Thalkirchen-Obersendling-Forstenried-Fürstenried-Solln 20. Hadern 21. Pasing-Obermenzing 22. Aubing-Lochhausen-Langwied 23. Allach-Untermenzing 24. Feldmoching-Hasenbergl 25. Laim | Innan 1992 års stadsdelsreform var Münchens indelat i 41 stadsdelar. 1. Altstadt 1. (alt) Max-Joseph-Platz 2. (alt) Angerviertel 3. (alt) Sendlinger Straße 4. (alt) City-Bezirk 5. Maxvorstadt - Universitätsviertel 6. Maxvorstadt - Königsplatz 7. Maxvorstadt - Josephsplatz 8. Marsfeld 9. Wiesenviertel 10. Isarvorstadt - Schlachthausviertel 11. Isarvorstadt - Glockenbachviertel 12. Isarvorstadt - Deutsches Museum 13. Lehel 14. Haidhausen 1. (alt) Haidhausen 2. (alt) Haidhausen-Süd 3. Au 4. Obergiesing 1. Altobergiesing 2. Fasangarten 5. Untergiesing-Harlaching 1. Untergiesing 2. Harlaching 6. Sendling 7. Schwanthalerhöhe 8. Neuhausen - Oberwiesenfeld 9. Schwabing - Freimann 1. Schwabing-Ost 2. Freimann - Alte Heide 10. Neuhausen - Nymphenburg 1. östlich 2. westlich 11. Thalkirchen - Obersendling - Forstenried 1. Thalkirchen - Prinz-Ludwigs-Höhe 2. Obersendling 3. Forstenried - Fürstenried 12. Laim 13. Schwabing - West 14. Milbertshofen - Am Hart 1. Schwabing-Nord 2. Milbertshofen 3. Am Hart 15. Neuhausen - Moosach 1. Äußere Dachauer Straße 2. Moosach 16. Bogenhausen 1. Bogenhausen 2. Oberföhring 3. Daglfing - Denning 17. Ramersdorf - Perlach 1. Ramersdorf 2. Perlach und Neuperlach 3. Waldperlach 18. Berg am Laim 19. Trudering 1. Alttrudering - Riem 2. Gartenstadt Trudering 3. Waldtrudering 20. Feldmoching - Hasenbergl 1. Feldmoching 2. Harthhof - Lerchenau - Hasenbergl 3. Ludwigsfeld 21. Waldfriedhofviertel 22. Pasing 1. Villenkolonie I und II 2. Alt-Pasing 23. Solln 24. Obermenzing 25. Allach - Untermenzing 1. Allach 2. Untermenzing 26. Aubing 1. Aubing 2. Neuaubing 27. Lochhausen - Langwied 1. südlich der Bahnlinie 2. nördlich der Bahnlinie 28. Hadern |

Källa: muenchen.de (engelska) (franska) (tyska)